# Yadih-Abu
Yadih-Abu (ook wel geschreven als Yadikh-Abu) was rond 1715 v.Chr. koning van Terqa en koning van het land van H̬ana.
Hij erfde van zijn voorganger een rijk langs de Eufraat en de Khabur dat goed vergeleken kon worden met dat van de verwoeste stad Mari. Er zijn uit Tell Taban een aantal kleitabletten die hem vermelden en er zijn een tiental jaarnamen van hem bekend waaruit bouwactiviteiten in Araite, Ṭābatum (Tell Taban), Dunnum en Terqa blijkt. Aan het eind van zijn regering kwam hij in conflict met Samsu-iluna die rond zijn 25e regeringsjaar Haradum in het zuiden overnam en in zijn 28e beweert Yadih-abu verslagen te hebben. Het lijkt erop dat dit voorlopig een einde maakte aan de onafhankelijkheid van Hana. Yadih-abu werd opgevolgd door ene Kaštiliašu, iemand met een duidelijk Kassitische naam die niet tot het huis van Puzurum behoorde en waarschijnlijk niet meer dan een zetbaas van Samsu-iluna was.